# Жордан Амаві
Жордан Амаві (фр. Jordan Amavi; нар. 9 березня 1994, Тулон) — французький футболіст, захисник клубу «Марсель», що виступає на умовах оренди за «Брест».
Виступав за клуби «Ніцца», «Астон Вілла» та «Марсель», а також молодіжну збірну Франції.

## Клубна кар'єра
Народився 9 березня 1994 року в місті Тулон. Вихованець футбольних шкіл клубів «Тулон» та «Ніцца». З 2011 року виступав за дублюючу команду «Ніцци», в якій провів два сезони, взявши участь у 20 матчах чемпіонату.
10 серпня в матчі проти «Ліона» Амаві дебютував за першу команду у Лізі 1. 20 вересня 2014 року в поєдинку проти «Нанта» Жордан забив свій перший гол за «Ніццу». Примітно, що в цьому матчі Амаві спочатку забив у свої ворота, а потім вразив чужі. У цьому ж сезоні 2014/15 Амаві став основним гравцем.
Влітку 2015 року Жордан перейшов у англійську «Астон Віллу», підписавши чотирирічну угоду. Сума трансферу склала 11 млн євро. 8 серпня в матчі проти «Борнмута» він дебютував у англійській Прем'єр лізі і відразу став основним гравцем. Втім вже 15 листопада Амаві отримав серйозну травму під час матчу за молодіжну збірну Франції, через яку змушений був пропустити решту сезону 2015/16, за підсумками якого бірмінгемці вилетіли у Чемпіоншип. Повернувся до гри Жордан майже через дев'ять місяців, 10 серпня 2016 року, вже під керівництвом нового тренера Роберто Ді Маттео, а з приходом Стіва Брюса став основним гравцем, зігравши 34 матчі Чемпіоншипу сезону 2016/17 років, втім, команда зайняла низьке 13-те місце і не змога підвищитись у класі.
Влітку 2017 року Амаві повернувся на батьківщину, ставши гравцем «Марселя». Сума трансферу склала 8,5 млн євро. 20 серпня в матчі проти «Анже» він дебютував за нову команду. 7 січня 2018 року в двобої Кубку Франції проти «Валансьєна» Джордан забив свій перший гол за «Олімпік». У тому ж році він допоміг клубу вийти у фінал Ліги Європи. Станом на 1 червня 2020 року відіграв за команду з Марселя 81 матч у національному чемпіонаті.

## Виступи за збірні
2012 року дебютував у складі юнацької збірної Франції, взяв участь у 2 іграх на юнацькому рівні.
Протягом 2013—2014 років залучався до складу молодіжної збірної Франції, у складі якої 2014 року став срібним призером Турніру в Тулоні. На молодіжному рівні зіграв у 16 офіційних матчах, забив 1 гол.
2017 року викликався до національної збірної Франції, але на поле не вийшов.

## Статистика виступів

### Статистика клубних виступів
| Сезон                   | Команда                 | Чемпіонат               | Чемпіонат | Чемпіонат | Національний кубок | Національний кубок | Національний кубок | Континентальні кубки | Континентальні кубки | Континентальні кубки | Інші змагання | Інші змагання | Інші змагання | Усього | Усього |
| Сезон                   | Команда                 | Ліга                    | Ігор      | Голів     | Ліга               | Ігор               | Голів              | Ліга                 | Ігор                 | Голів                | Ліга          | Ігор          | Голів         | Ігор   | Голів  |
| ----------------------- | ----------------------- | ----------------------- | --------- | --------- | ------------------ | ------------------ | ------------------ | -------------------- | -------------------- | -------------------- | ------------- | ------------- | ------------- | ------ | ------ |
| 2013–14                 | «Ніцца»                 | Л1                      | 19        | 0         | КФ+КЛ              | 2+1                | 0                  | ЛЄ                   | 1                    | 0                    | -             | -             | -             | 23     | 0      |
| 2014–15                 | «Ніцца»                 | Л1                      | 36        | 4         | КФ+КЛ              | 1+0                | 0                  | -                    | -                    | -                    | -             | -             | -             | 37     | 4      |
| Усього за «Ніццу»       | Усього за «Ніццу»       | Усього за «Ніццу»       | 55        | 4         |                    | 4                  | 0                  |                      | 1                    | 0                    |               | -             | -             | 60     | 4      |
| 2015–16                 | «Астон Вілла»           | ПЛ                      | 10        | 0         | КА+КЛ              | 0+2                | 0                  | -                    | -                    | -                    | -             | -             | -             | 12     | 0      |
| 2016–17                 | «Астон Вілла»           | Ч (ІІ)                  | 34        | 0         | КА+КЛ              | 1+1                | 0                  | -                    | -                    | -                    | -             | -             | -             | 36     | 0      |
| Усього за «Астон Віллу» | Усього за «Астон Віллу» | Усього за «Астон Віллу» | 44        | 0         |                    | 4                  | 0                  |                      | -                    | -                    |               | -             | -             | 48     | 0      |
| 2017–18                 | «Марсель»               | Л1                      | 27        | 0         | КФ+КЛ              | 3+1                | 1+0                | ЛЄ                   | 12                   | 0                    | -             | -             | -             | 43     | 1      |
| 2018–19                 | «Марсель»               | Л1                      | 28        | 0         | КФ+КЛ              | 1+1                | 0                  | ЛЄ                   | 3                    | 0                    | -             | -             | -             | 33     | 0      |
| 2019–20                 | «Марсель»               | Л1                      | 26        | 1         | КФ+КЛ              | 2+1                | 0                  | -                    | -                    | -                    | -             | -             | -             | 29     | 1      |
| Усього за «Марсель»     | Усього за «Марсель»     | Усього за «Марсель»     | 81        | 1         |                    | 9                  | 1                  |                      | 15                   | 0                    |               | -             | -             | 105    | 2      |
| Усього за кар'єру       | Усього за кар'єру       | Усього за кар'єру       | 180       | 5         |                    | 17                 | 1                  |                      | 16                   | 0                    |               | -             | -             | 213    | 6      |